# Ірландія в Європейському Союзі
Відносини між Республікою Ірландія та Європейським Союзом — це вертикальні відносини між наднаціональною організацією та однією з її держав-членів.
Ірландія увійшла до Європейського Союзу в 1973 році. Країна 7 разів головувала в Раді Європейського Союзу.

## Громадська думка
Ірландія проголосувала ні до ратифікації Лісабонського договору під час першого референдуму, проте 72 % ірландців були б задоволені своїм членством і Союзом і майже 58 % були б зацікавлені в євровиборах.